# Järnoxidsvart

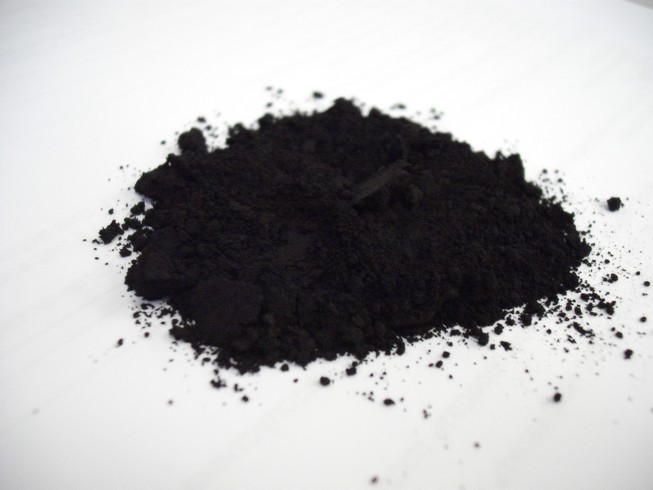
Järnoxidsvart

Järnoxidsvart, Pigment Black 11 (C.I. 77489, 77499), även kallat marssvart, är ett svart färgpigment tillverkat av järnoxid.
Järnoxidsvart drar ofta något åt rött, men det finns varianter som drar åt blått. Det förekommer också att färger marknadsförs som "Mars Black" (Marssvart) även om de har en tydligt brun masston.
Som konstnärsoljefärg rekommenderas färgen till undermålningar framför elfenbenssvart, eftersom järnoxidsvart kräver mindre olja i blandningen och torkar snabbare.
Inom byggnadsmåleriet är det vanligaste svarta pigmentet carbon black, men i vissa färgtyper är järnoxidsvart lämpligare. Till skillnad från de lätta kolpigmenten är järnoxidsvart tungt och sjunker till botten i färgen, och det har inte samma goda täckförmåga som carbon black.
Vid blandning med vitt ger järnoxidsvart ofta en grå färg som drar åt rött, till skillnad från den blågrå ton som vit färg brukar ge i svarta kolpigment som kimrök och carbon black. Har den dock inte alltför röd nyans, kan vit färg ge en blågrå ton även hos järnoxidsvart, såvida man inte använder vitt pigment anpassat just för att inte dra färgblandningar åt blått.